# Implats
Impala Platinum Holdings (Implats) ist ein südafrikanischer Bergbaukonzern mit Sitz in Illovo, Gauteng.
Implats fördert vor allem Platin und Palladium, aber auch Rhodium und Nickel.

## Unternehmensaktivitäten
Implats betreibt den Abbau, die Raffination und den Vertrieb von Metallen, insbesondere Platin in Südafrika (vier Bergwerke) und Simbabwe (zwei Bergwerke). Die wichtigsten Bergwerke liegen im Bushveld Complex in Südafrika und Great Dyke in Simbabwe. Insgesamt verfügt das Unternehmen über Reserven von 212 Millionen Unzen Platin und hat 2014 rund 2,4 Millionen Unzen produziert, darunter 1,178 Millionen Unzen Platin. Impala ist an Explorationsprojekten in Botswana, Mosambik, Madagaskar und Kanada beteiligt.
Die Implats-Aktien sind an der Johannesburger Börse notiert. Im 2008 neu geschaffenen S&P Africa 40 Index ist Implats das Unternehmen mit der dritthöchsten Gewichtung.
Implats steht seitens der südafrikanischen Gewerkschaften in der Kritik, die Belegschaft schlecht zu entlohnen und die arbeitsschutzrechtlichen Bestimmungen zu missachten.